# Julian Pitt-Rivers
Pour les articles homonymes, voir Pitt-Rivers.
Julian Alfred Lane Fox Pitt-Rivers, né le 16 mars 1919 et mort le 12 août 2001, est un ethnologue et anthropologue britannique. 

## Biographie
Pitt-Rivers est l'arrière-petit-fils de l'archéologue Augustus Pitt Rivers et le fils de l'anthropologue et propriétaire terrien George Henry Lane-Fox Pitt-Rivers et de sa première épouse, Rachel Forster, fille du gouverneur général d'Australie, Henry Forster. Ses parents divorcent en 1930, et la seconde épouse de son père, Rosalind Pitt-Rivers, de 1931 à 1937, fera une carrière éminente de biochimiste. Julian Pitt-Rivers a un frère aîné, Michael, qui hérita des immenses domaines de son père, et qui fut l'objet d'un scandale dans les années 1950, car il fut condamné à dix-huit mois de prison pour actes d'homosexualité, ceux-ci étant criminalisés jusqu'en 1967 au Royaume-Uni. Leur demi-frère, Anthony, naquit en 1932. Leur père mourut en 1966, laissant la majorité de sa fortune à sa maîtresse, Stella Lonsdale.

### Éducation et enseignement
Julian Pitt-Rivers est élève à Eton et à Worcester College, Oxford, deux établissements d'élite pour garçons, puis étudie à Oxford. Il se tourne vers l'ethnologie, mais se rebelle contre son père, également ethnologue, qui était sympathisant d'Oswald Mosley et qui avait épousé les thèses eugénistes ; George Pitt-Rivers fut incarcéré pendant deux ans de 1940 à 1942. 
Pitt-Rivers reçoit son doctorat en 1953, après avoir défendu une thèse sur l'Andalousie, qui donne lieu à une publication d'anthropologie sociale intitulée The People of the Sierra en 1954. le texte d'introduction est de son professeur d'Oxford, E. E. Evans-Pritchard. Pitt-Rivers enseigne à Berkeley et à Chicago. Il donne aussi des cours à la London School of Economics et dans plusieurs universités françaises, ainsi qu'à l'École pratique des hautes études, future École des hautes études en sciences sociales.

### Vie privée
Pitt-Rivers s'est marié trois fois : la première fois le 17 août 1946, avec Pauline Tennant, fille de l'actrice Hermione Baddeley et de l'aristocrate David Tennant. Ils divorcent en 1953. En 1955, il épouse Margarita Larios y Fernandes de Villavicencio, ancienne femme du duc de Primo Rivera (frère du fondateur de la Phalange espagnole), ambassadeur d'Espagne à Londres depuis 1951 ; ils divorcent en 1971. Il se marie en troisièmes noces en 1971 avec Françoise Geoffroy qui lui survit. Pitt-Rivers n'a jamais eu d'enfants. Pendant les cinq dernières années de sa vie, il est atteint de démence sénile

## Publications
- Pitt-Rivers, Julian. The fate of Shechem:or, The politics of sex: essays in the anthropology of the Mediterranean. Cambridge [Eng.]; New York: Cambridge University Press, 1977.
- Pitt-Rivers, Julian, Ed., Mediterranean countrymen;essays in the social anthropology of the Mediterranean, Paris: Mouton, 1963.
- Pitt-Rivers, Julian Alfred, The people of the Sierra. Introd. by E. E. Evans-Pritchard. New York: Criterion Books, 1954.